# Karta Nata Negara

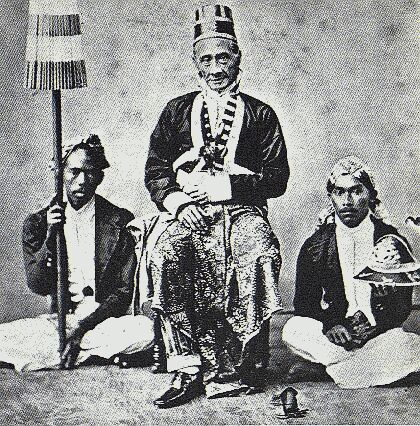
De regent met naast hem de pajong.

Karta Nata Negara was de regent van Lebak ten tijde van het bestuur van dit gebied door Assistent-resident Eduard Douwes Dekker. Onder het pseudoniem Multatuli vereeuwigde Dekker de knevelarijen van de regent, die op zijn beurt door zijn talrijke familie werd uitgebuit, in de Max Havelaar.